# 河合二湖
河合 二湖（かわい にこ、女性、1977年 - ）は、日本の児童文学作家。

## 来歴
山口県防府市生まれ。東京都在住。
慶應義塾大学文学部西洋史学専攻卒業。公共図書館、大学図書館で勤務ののち、執筆に専念。
2008年『バターサンドの夜、人魚の町で』で第49回講談社児童文学新人賞を受賞しデビュー（『バターサンドの夜』と改題）。
俳人・歌人の堀田季何は母方の従兄。但し、人生で会ったことは「十指に数えるほどしか」ないとのこと。

## 作品
- 『バターサンドの夜』（講談社） 2009年
- 『深海魚チルドレン』（講談社） 2011年
- 『向かい風に髪なびかせて』（講談社） 2015年
- 『金魚たちの放課後』（小学館、創作児童読物） 2016年
- 『海岸文庫ちどり通信 はなれの管理人』（角川文庫） 2019年

### アンソロジー収録作
- 「ガラスの風船」（講談社、『YA! アンソロジー 卒業』） 2012年に掲載
- 「いつか、目覚める日」（講談社、『YA! アンソロジー 告白』） 2012年に掲載
- 「はざま野図書館」（偕成社、『迷宮ヶ丘 一丁目 窓辺の少年』） 2013年に掲載
- 「ころがる玉のその先」（偕成社、『迷宮ヶ丘 二丁目 友だちだよね?』） 2014年に掲載
- 「星降る夜を待ちながら」（静山社、『ねがいごと』） 2018年に掲載

### 短編
- 「三月ウサギを追いかけて」（光村図書出版、「飛ぶ教室」第24号（2011年冬）に掲載）
- 「メイプル」（日本児童文学者協会、「日本児童文学」2011年3 - 4月号に掲載）
- 「最後のサーカス」（光村図書出版、「飛ぶ教室」第26号（2011年夏）に掲載）
- 「雨とアザラシ」（「鬼ヶ島通信」50＋10号（2012年冬）に掲載）
- 「たそがれカレー」（光村図書出版、「飛ぶ教室」第51号（2017年秋）に掲載）